# Knema retusa
Knema retusa är en tvåhjärtbladig växtart som först beskrevs av George King, och fick sitt nu gällande namn av Otto Warburg. Knema retusa ingår i släktet Knema och familjen Myristicaceae. Inga underarter finns listade i Catalogue of Life.